# Барч, Кристофер (хоккеист)
Кри́стофер Барч (англ. Krystofer Barch; 26 марта 1980, Гамильтон, Канада) — канадский профессиональный хоккеист и тренер.

## Биография
Крис Барч родился 26 марта 1980 года в городе Гамильтон, в Канаде. Играл в молодёжных и юниорских лигах Канады. На драфте НХЛ 1998 года был выбран в 4 раунде под 106-м номером командой «Вашингтон Кэпиталз». С 2000 по 2006 год играл в Американской хоккейной лиге. В сезоне 2006/07 дебютировал в НХЛ за команду «Даллас Старз».
Всего за «Даллас» отыграл 6 сезонов, в сезоне 2011/12 перешёл во «Флориду». В сезоне 2012/13 выступал за «Нью-Джерси Дэвилз», в сезоне 2013/14 вновь выступал за «Флориду Пантерз». Всего в НХЛ сыграл 381 матч, забросил 12 шайб и отдал 23 голевые передачи в регулярном сезоне, в плей-офф также провёл 3 матча. Завершил карьеру в 2014 году.
С 2014 года работает тренером в команде «Баффало Сейбрз».